# Lijst van amfibieën in Ecuador
Onderstaande lijst van amfibieën in Ecuador bestaat uit een totaal van 580 in Ecuador voorkomende  soorten die zijn onderverdeeld in drie ordes: de  wormsalamanders (Gymnophiona), salamanders  (Caudata) en kikkers (Anura). Deze lijst is ontleend aan de databank van Amphibian Species of the World, aangevuld met enkele soorten die recent zijn ontdekt door de wetenschap of wiens aanwezigheid in Ecuador recent is vastgesteld.

## Wormsalamanders (Gymnophiona)

### Caeciliidae
Orde: Gymnophiona. 
Familie: Caeciliidae
- Caecilia abitaguae Dunn, 1942
- Caecilia albiventris Daudin, 1803
- Caecilia attenuata Taylor, 1968
- Caecilia bokermanni Taylor, 1968
- Caecilia crassisquama Taylor, 1968
- Caecilia disossea Taylor, 1968
- Caecilia dunni Hershkovitz, 1938
- Caecilia guntheri Dunn, 1942
- Caecilia leucocephala Taylor, 1968
- Caecilia nigricans Boulenger, 1902
- Caecilia orientalis Taylor, 1968
- Caecilia pachynema Günther, 1859
- Caecilia subdermalis Taylor, 1968

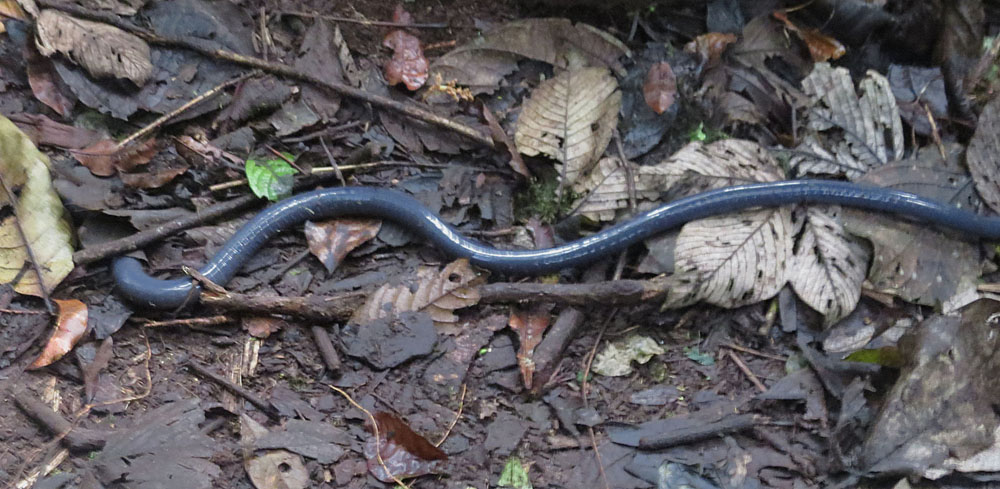
Caecilia nigricans

- Caecilia subterminalis Taylor, 1968
- Caecilia tentaculata Linnaeus, 1758
- Caecilia tenuissima Taylor, 1973
- Oscaecilia bassleri (Dunn, 1942)
- Oscaecilia equatorialis Taylor, 1973

### Rhinatrematidae
Orde: Gymnophiona. 
Familie: Rhinatrematidae
- Epicrionops bicolor Boulenger, 1883
- Epicrionops marmoratus Taylor, 1968
- Epicrionops petersi Taylor, 1968

### Siphonopidae
Orde: Gymnophiona. 
Familie: Siphonopidae

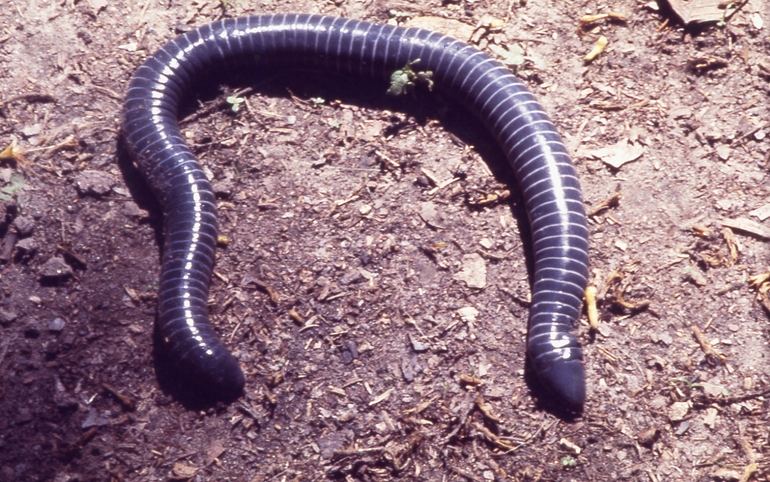
Siphonops annulatus

- Microcaecilia albiceps (Boulenger, 1882)
- Siphonops annulatus (Mikan, 1820)

### Typhlonectidae
Orde: Gymnophiona. 
Familie: Typhlonectidae
- Chthonerpeton onorei Nussbaum, 1986
- Potamotyphlus kaupii (Berthold, 1859)

## Salamanders  (Caudata)

### Plethodontidae
Orde: Caudata. 
Familie: Plethodontidae

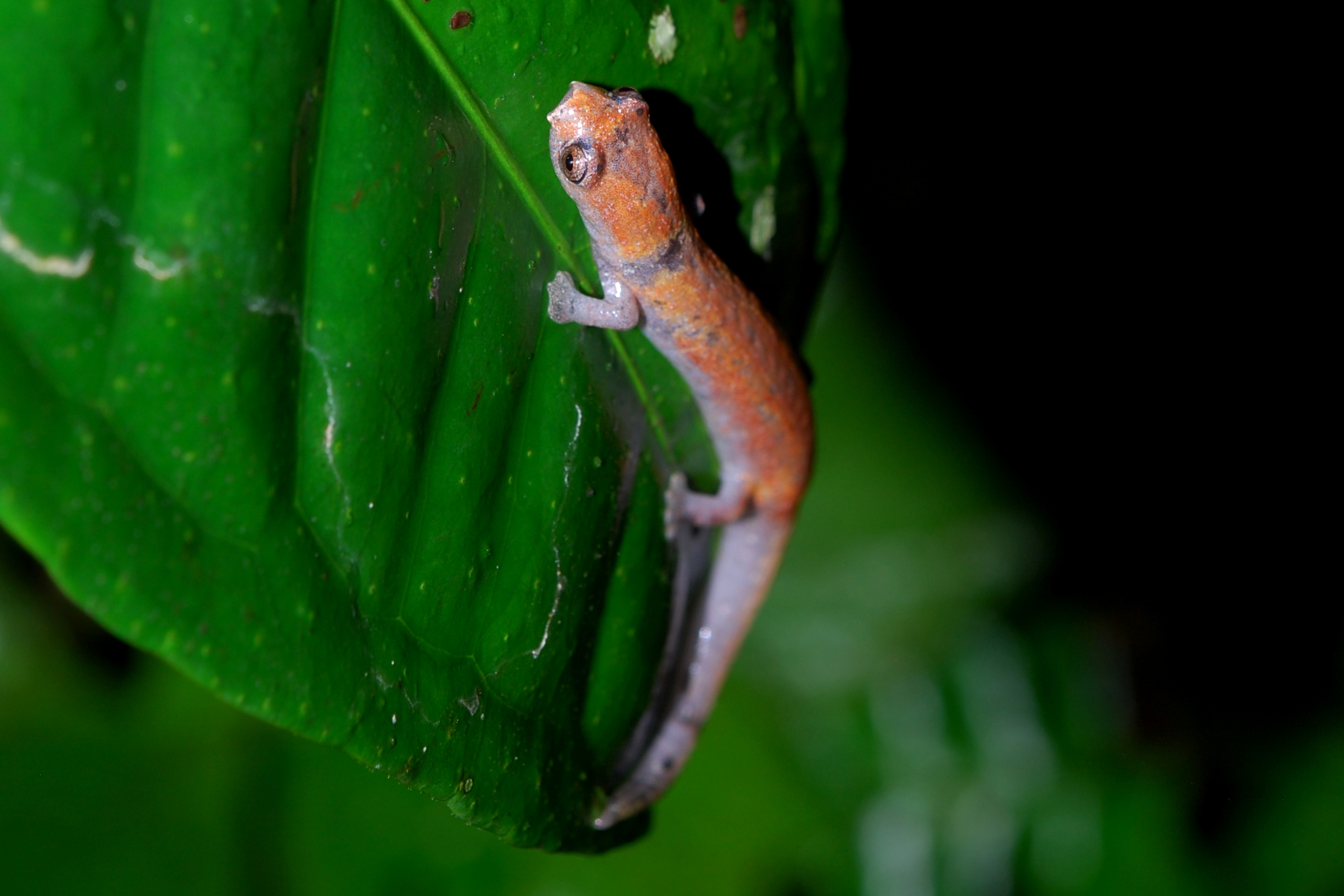
Bolitoglossa altamazonica

- Bolitoglossa altamazonica (Cope, 1874)
- Bolitoglossa biseriata Tanner, 1962
- Bolitoglossa chica Brame & Wake, 1963
- Bolitoglossa equatoriana Brame & Wake, 1972
- Bolitoglossa palmata (Werner, 1897)
- Bolitoglossa paraensis (Unterstein, 1930)
- Bolitoglossa peruviana (Boulenger, 1883)
- Bolitoglossa sima (Vaillant, 1911)
- Oedipina complex (Dunn, 1924)
- Oedipina parvipes (Peters, 1879)

## Kikkers (Anura)

### Aromobatidae
Orde: Anura. 
Familie: Aromobatidae

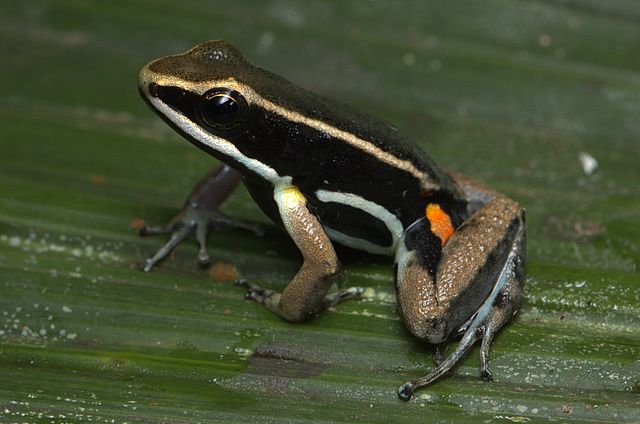
Allobates femoralis

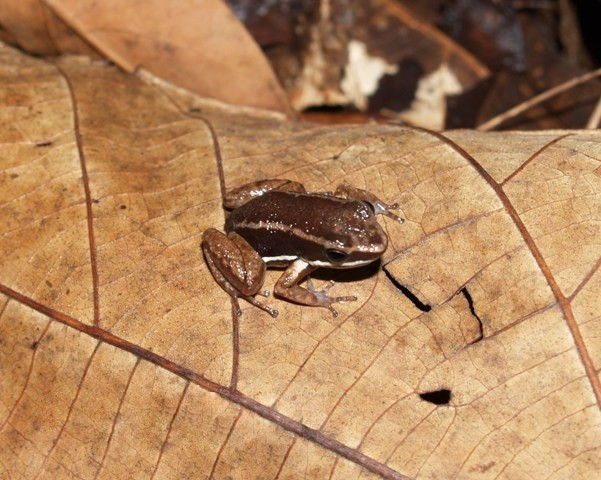
Allobates talamancae

- Allobates femoralis (Boulenger, 1884)
- Allobates fratisenescus (Morales, 2002)
- Allobates insperatus (Morales, 2002)
- Allobates kingsburyi (Boulenger, 1918)
- Allobates marchesianus (Melin, 1941)
- Allobates talamancae (Cope, 1875)
- Allobates trilineatus (Boulenger, 1884)
- Allobates zaparo (Silverstone, 1976)
- Anomaloglossus confusus Myers & Grant, 2009

### Bufonidae
Orde: Anura. 
Familie: Bufonidae

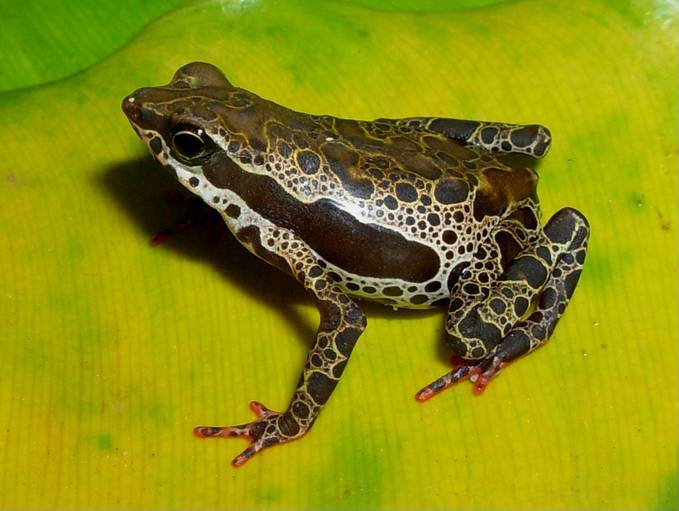
Atelopus spumarius

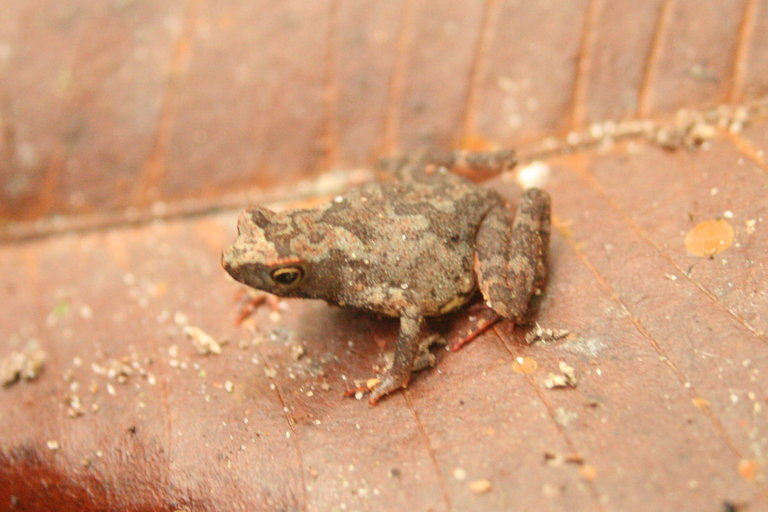
Amazophrynella minuta

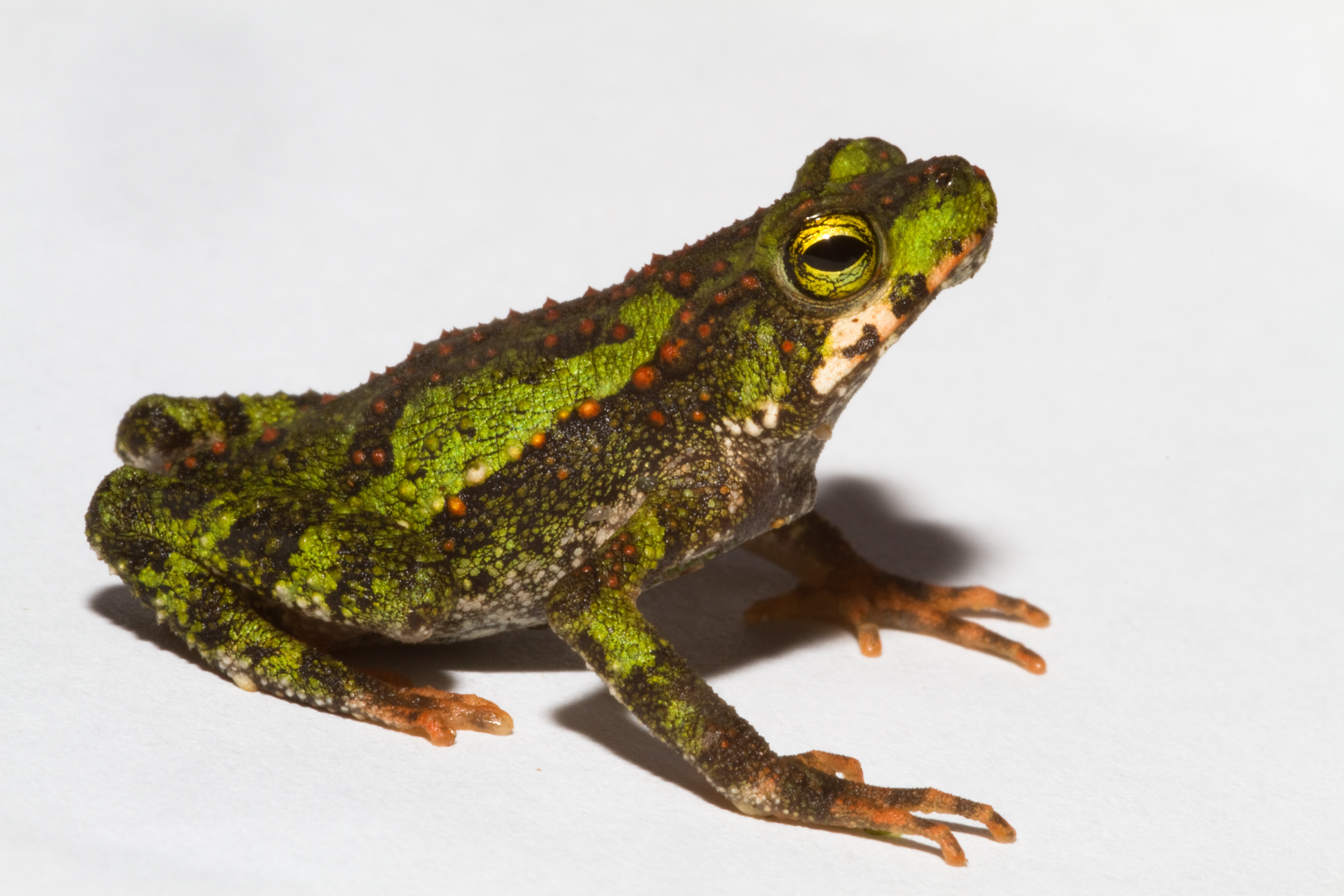
Incillius coniferus

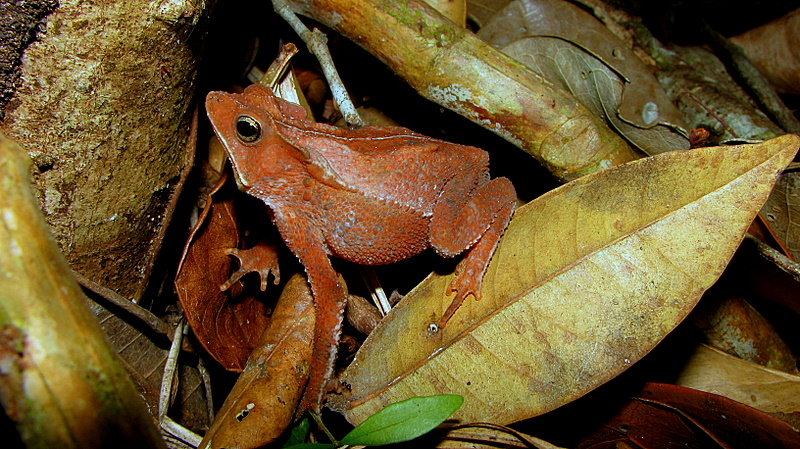
Rhinella margaritifera

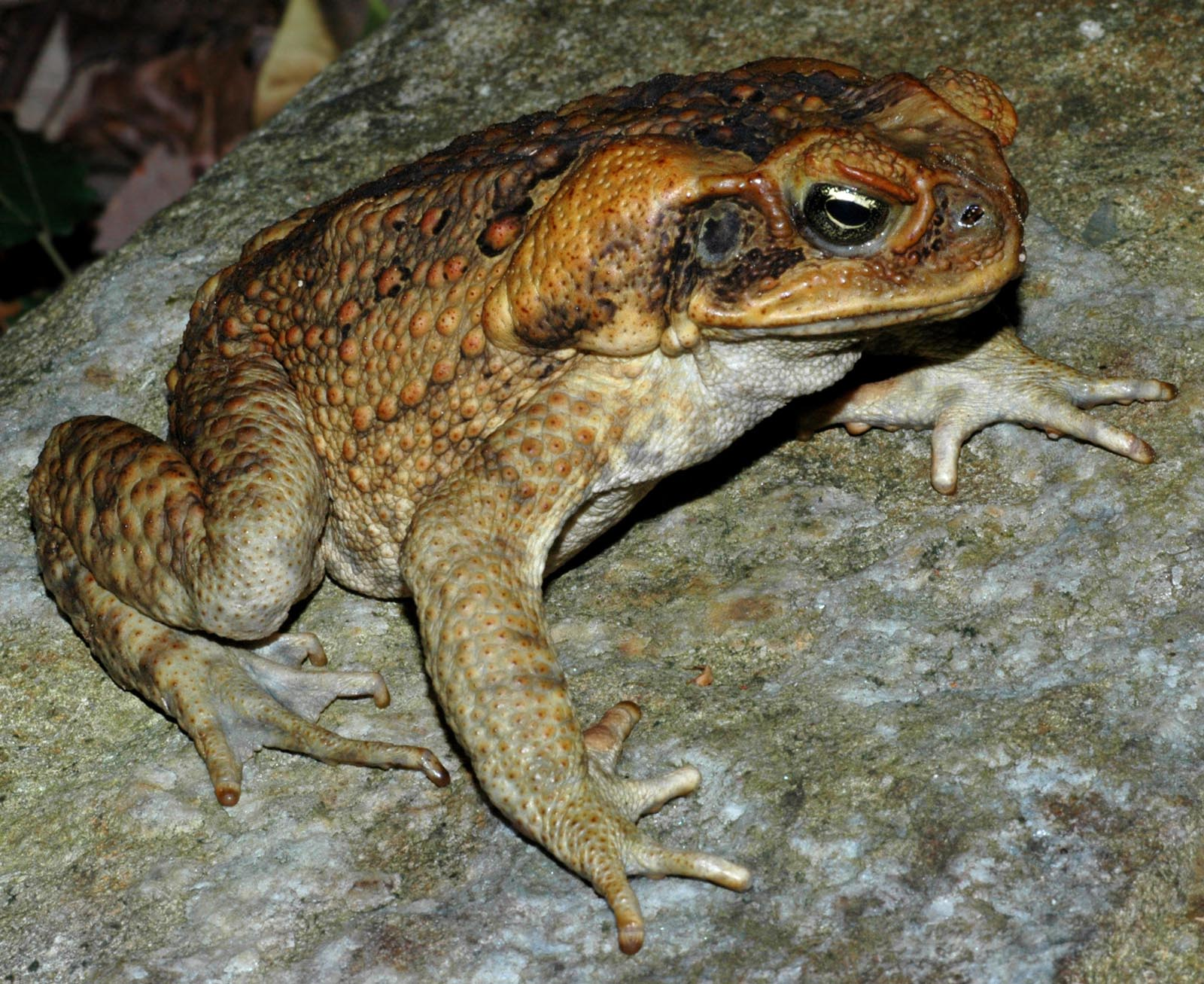
Rhinella marina

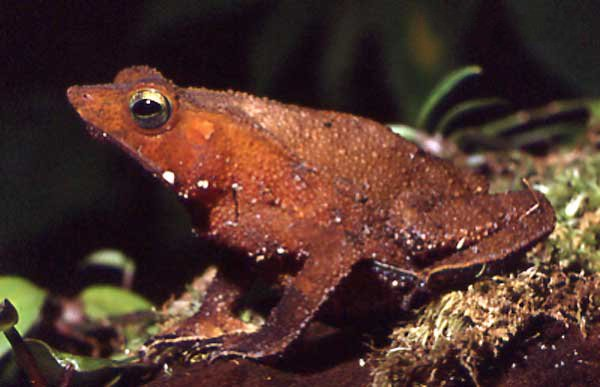
Rhinella proboscidea

- Amazophrynella minuta (Melin, 1941)
- Andinophryne colomai Hoogmoed, 1985
- Andinophryne olallai Hoogmoed, 1985
- Atelopus ardila Coloma, Duellman, Almendáriz, Ron, Terán-Valdez, & Guayasamin, 2010
- Atelopus arthuri Peters, 1973
- Atelopus balios Peters, 1973
- Atelopus bomolochos Peters, 1973
- Atelopus boulengeri Peracca, 1904
- Atelopus coynei Miyata, 1980
- Atelopus exiguus (Boettger, 1892)
- Atelopus guanujo Coloma, 2002
- Atelopus halihelos Peters, 1973
- Atelopus ignescens (Cornalia, 1849)
- Atelopus longirostris Cope, 1868
- Atelopus lynchi Cannatella, 1981
- Atelopus mindoensis Peters, 1973
- Atelopus nanay Coloma, 2002
- Atelopus nepiozomus Peters, 1973
- Atelopus onorei Coloma, Lötters, Duellman, & Miranda-Leiva, 2007
- Atelopus orcesi Coloma, Duellman, Almendáriz, Ron, Terán-Valdez, & Guayasamin, 2010
- Atelopus pachydermus (Schmidt, 1857)
- Atelopus palmatus Andersson, 1945
- Atelopus pastuso Coloma, Duellman, Almendáriz, Ron, Terán-Valdez, & Guayasamin, 2010
- Atelopus petersi Coloma, Lötters, Duellman, & Miranda-Leiva, 2007
- Atelopus planispina Jiménez de la Espada, 1875
- Atelopus podocarpus Coloma, Duellman, Almendáriz, Ron, Terán-Valdez, & Guayasamin, 2010
- Atelopus pulcher (Boulenger, 1882)
- Atelopus spumarius Cope, 1871
- Incilius coniferus (Cope, 1862)
- Incilius intermedius (Günther, 1858)
- Osornophryne angel Yánez-Muñoz, Altamirano-Benavides, Cisneros-Heredia, & Gluesenkamp, 2011
- Osornophryne antisana Hoogmoed, 1987
- Osornophryne bufoniformis (Peracca, 1904)
- Osornophryne cofanorum Mueses-Cisneros, Yánez-Muñoz, & Guayasamin, 2010
- Osornophryne guacamayo Hoogmoed, 1987
- Osornophryne occidentalis Cisneros-Heredia & Gluesenkamp, 2011
- Osornophryne puruanta Gluesenkamp & Guayasamin, 2008
- Osornophryne simpsoni Páez-Moscoso, Guayasamin, & Yánez-Muñoz, 2011
- Osornophryne sumacoensis Gluesenkamp, 1995
- Osornophryne talipes Cannatella, 1986
- Rhaebo andinophrynoides Mueses-Cisneros, 2009
- Rhaebo blombergi (Myers & Funkhouser, 1951)
- Rhaebo caeruleostictus (Günther, 1859)
- Rhaebo ecuadorensis Mueses-Cisneros, Cisneros-Heredia, & McDiarmid, 2012
- Rhaebo glaberrimus (Günther, 1869)
- Rhaebo guttatus (Schneider, 1799)
- Rhaebo haematiticus Cope, 1862
- Rhinella amabilis (Pramuk & Kadivar, 2003)
- Rhinella ceratophrys (Boulenger, 1882)
- Rhinella dapsilis (Myers & Carvalho, 1945)
- Rhinella festae (Peracca, 1904)
- Rhinella margaritifera (Laurenti, 1768)
- Rhinella marina (Linnaeus, 1758)
- Rhinella poeppigii (Tschudi, 1845)
- Rhinella proboscidea (Spix, 1824)
- Rhinella roqueana (Melin, 1941)

### Centrolenidae
Orde: Anura. 
Familie: Centrolenidae
- Centrolene bacatum Wild, 1994

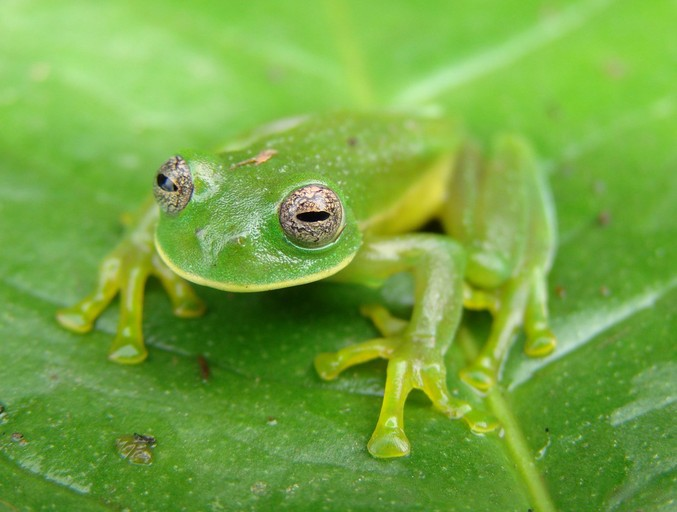
Centrolene buckleyi

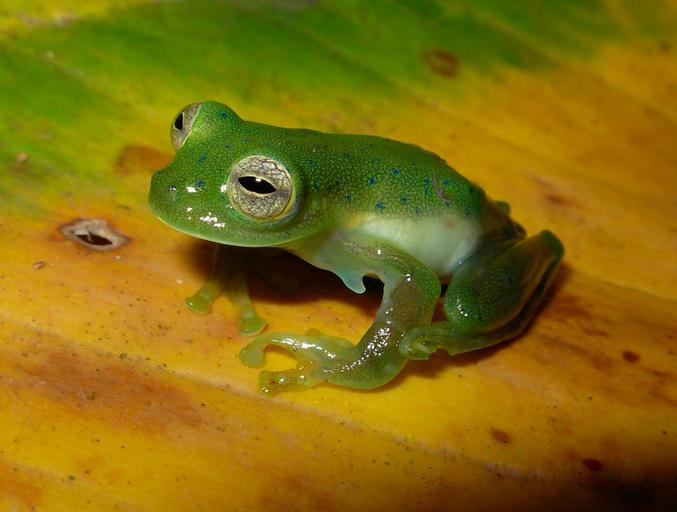
Centrolene prosoblepon

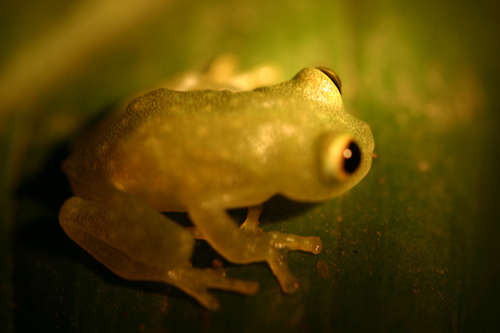
Hyalinobatrachium fleischmanni

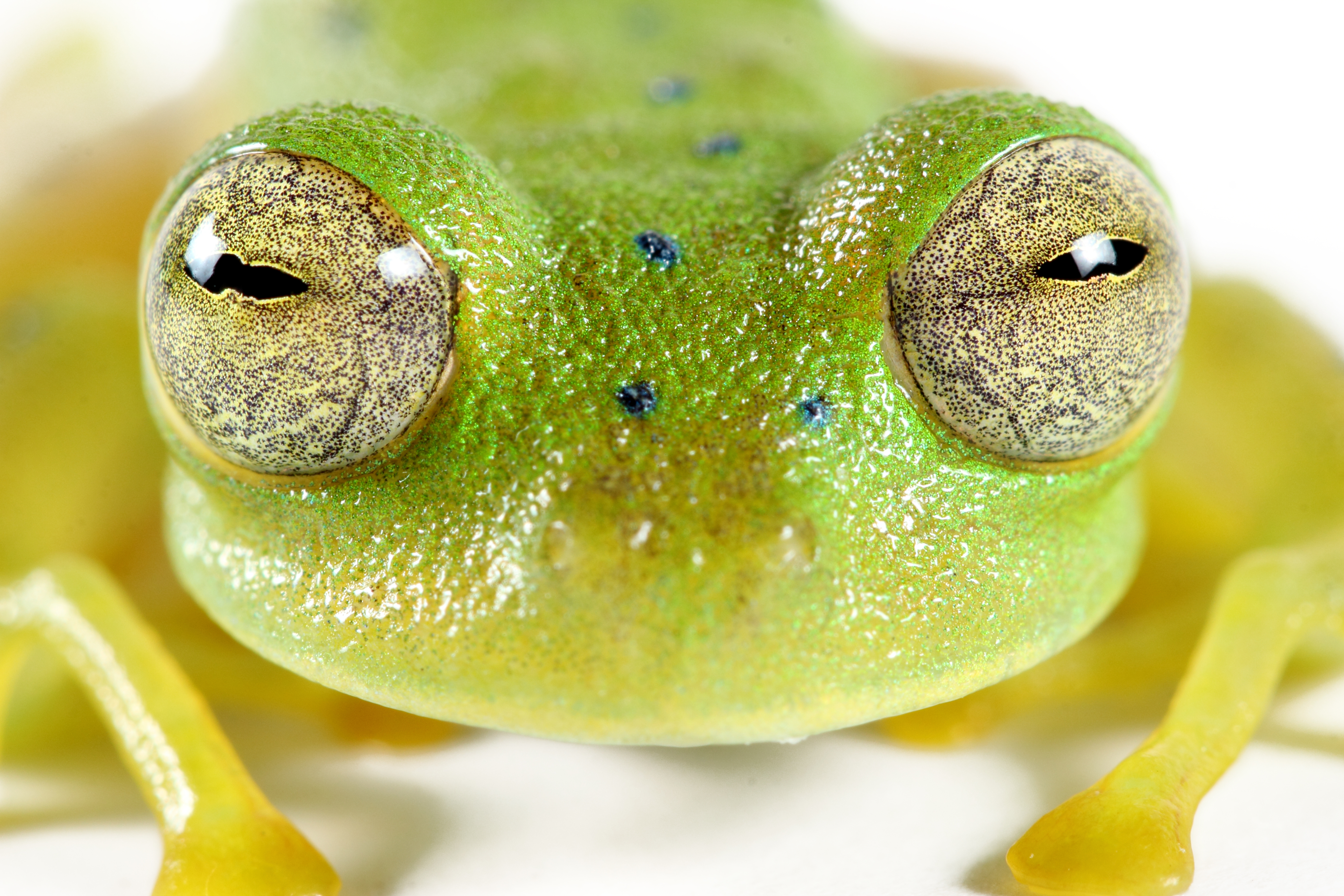
Nymphargus cochranae

- Centrolene ballux (Duellman & Burrowes, 1989)
- Centrolene buckleyi (Boulenger, 1882)
- Centrolene condor Cisneros-Heredia & Morales-Mite, 2008
- Centrolene geckoideum Jiménez de la Espada, 1872
- Centrolene gemmatum (Flores, 1985)
- Centrolene heloderma (Duellman, 1981)
- Centrolene lynchi (Duellman, 1980)
- Centrolene medemi (Cochran & Goin, 1970)
- Centrolene peristictum (Lynch & Duellman, 1973)
- Centrolene pipilatum (Lynch & Duellman, 1973)
- Centrolene scirtetes (Duellman & Burrowes, 1989)
- Chimerella mariaelenae (Cisneros-Heredia & McDiarmid, 2006)
- Cochranella balionota (Duellman, 1981)
- Cochranella litoralis (Ruiz-Carranza & Lynch, 1996)
- Cochranella mache Guayasamin & Bonaccorso, 2004
- Cochranella resplendens (Lynch & Duellman, 1973)
- Espadarana audax (Lynch & Duellman, 1973)
- Espadarana callistomma (Guayasamin & Trueb, 2007)
- Espadarana durrellorum (Cisneros-Heredia, 2007)
- Espadarana prosoblepon (Boettger, 1892)
- Hyalinobatrachium aureoguttatum (Barrera-Rodriguez & Ruiz-Carranza, 1989)
- Hyalinobatrachium fleischmanni (Boettger, 1893)
- Hyalinobatrachium iaspidiense (Ayarzagüena, 1992)
- Hyalinobatrachium munozorum (Lynch & Duellman, 1973)
- Hyalinobatrachium pellucidum (Lynch & Duellman, 1973)
- Hyalinobatrachium ruedai Ruiz-Carranza & Lynch, 1998
- Hyalinobatrachium valerioi (Dunn, 1931)
- Nymphargus anomalus (Lynch & Duellman, 1973)
- Nymphargus buenaventura (Cisneros-Heredia & Yánez-Muñoz, 2007)
- Nymphargus cariticommatus (Wild, 1994)
- Nymphargus chancas (Duellman & Schulte, 1993)
- Nymphargus cochranae (Goin, 1961)
- Nymphargus grandisonae (Cochran & Goin, 1970)
- Nymphargus griffithsi (Goin, 1961)
- Nymphargus lasgralarias Hutter & Guayasamin, 2012
- Nymphargus laurae Cisneros-Heredia & McDiarmid, 2007
- Nymphargus luteopunctatus (Ruiz-Carranza & Lynch, 1996)
- Nymphargus mariae (Duellman & Toft, 1979)
- Nymphargus megacheirus (Lynch & Duellman, 1973)
- Nymphargus posadae (Ruiz-Carranza & Lynch, 1995)
- Nymphargus siren (Lynch & Duellman, 1973)
- Nymphargus sucre Guayasamin, 2013
- Nymphargus wileyi (Guayasamin, Bustamante, Almeida-Reinoso, & Funk, 2006)
- Rulyrana flavopunctata (Lynch & Duellman, 1973)
- Rulyrana mcdiarmidi (Cisneros-Heredia, Venegas, Rada, & Schulte, 2008)
- Sachatamia albomaculata (Taylor, 1949)
- Sachatamia ilex (Savage, 1967)
- Sachatamia orejuela (Duellman & Burrowes, 1989)
- Teratohyla amelie (Cisneros-Heredia & Meza-Ramos, 2007)
- Teratohyla midas (Lynch & Duellman, 1973)
- Teratohyla pulverata (Peters, 1873)
- Teratohyla spinosa (Taylor, 1949)
- Vitreorana ritae (Lutz, 1952)

### Craugastoridae
Orde: Anura. 
Familie: Craugastoridae

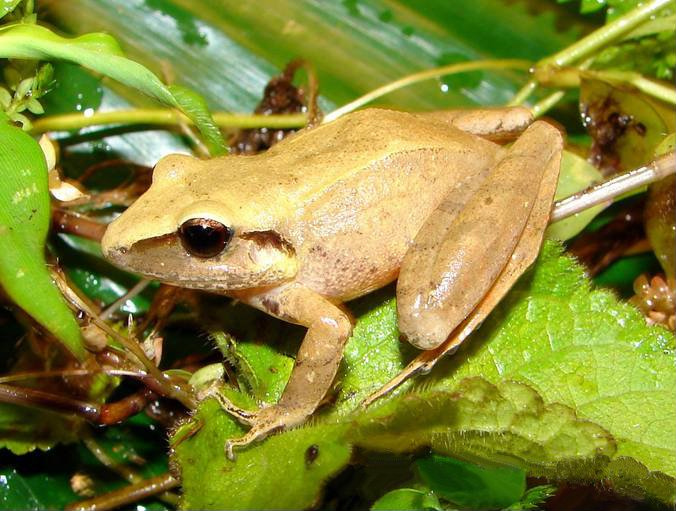
Pristimantis achatinus

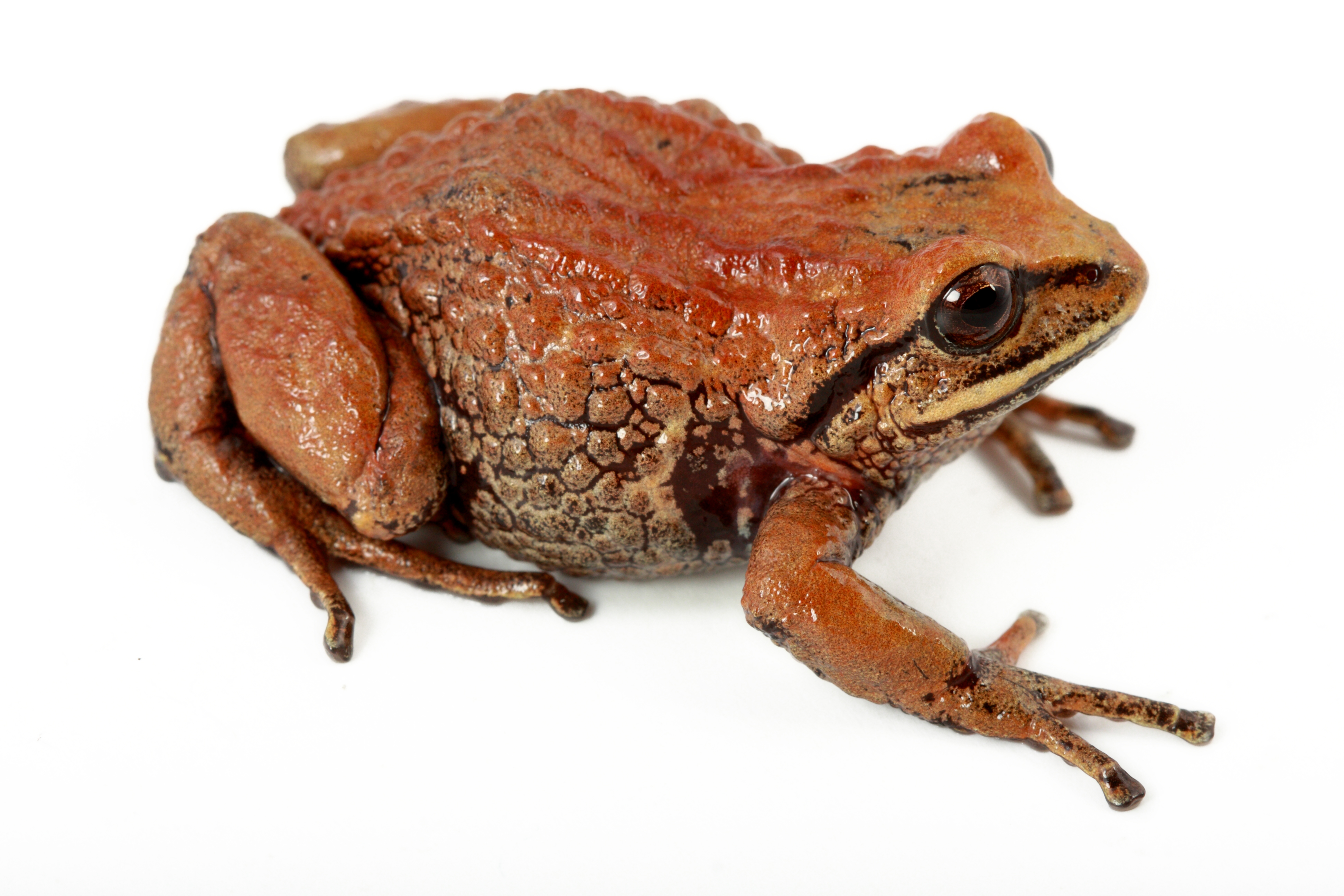
Pristimantis curtipes

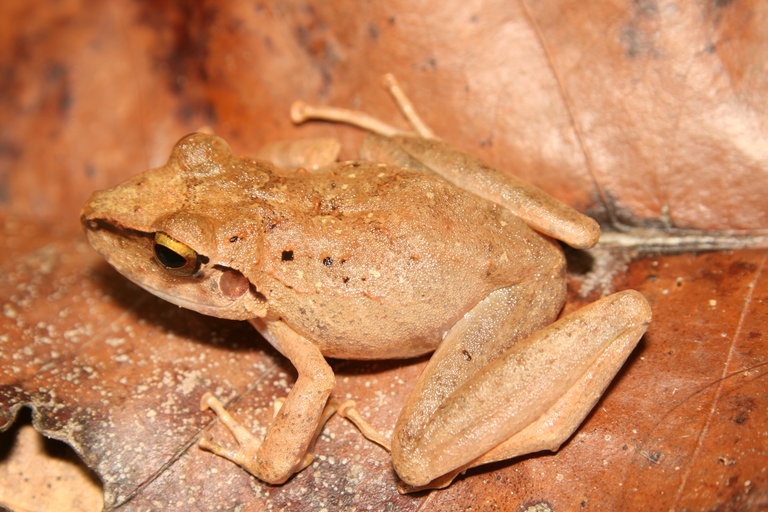
Pristimantis fenestratus

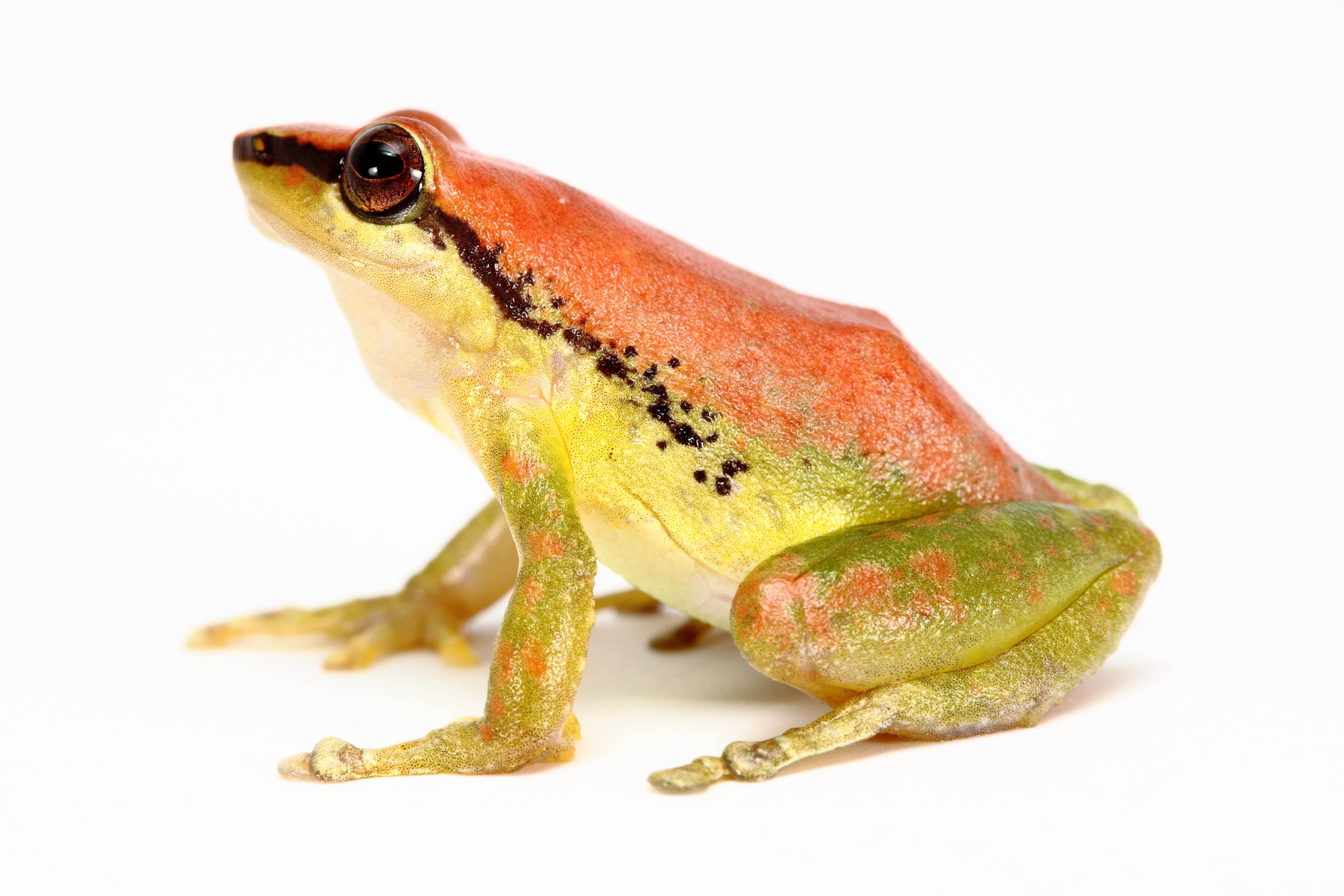
Pristimantis acuminatus

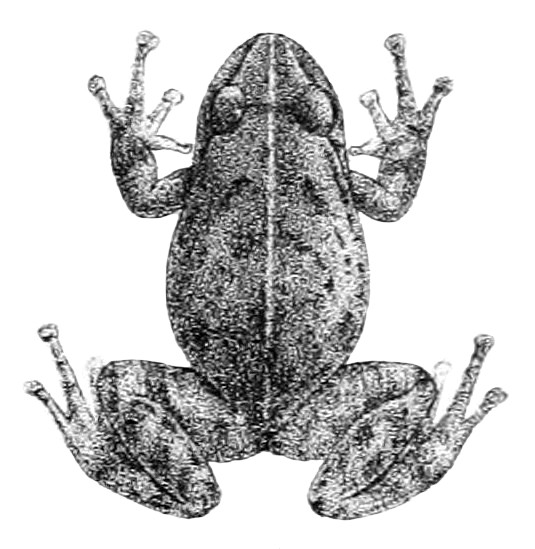
Pristimantis unistrigatus

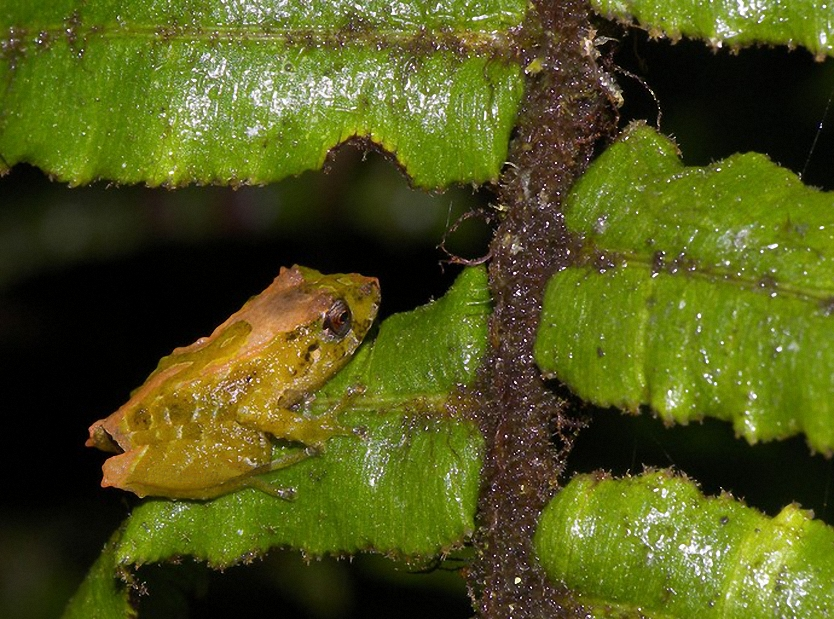
Pristimantis uranobates

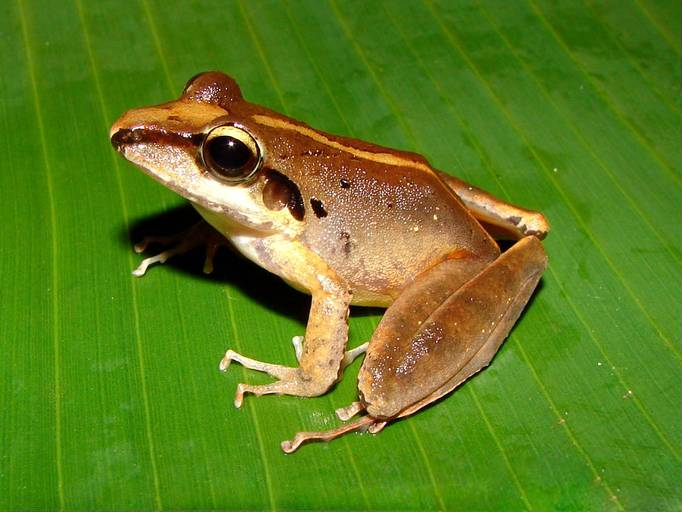
Craugastor longirostris

- Pristimantis acerus (Lynch & Duellman, 1980)
- Pristimantis achatinus (Boulenger, 1898)
- Pristimantis actites (Lynch, 1979)
- Pristimantis acuminatus (Shreve, 1935)
- Pristimantis altamazonicus (Barbour & Dunn, 1921)
- Pristimantis altamnis Elmer & Cannatella, 2008
- Pristimantis andinognomus Lehr & Coloma, 2008
- Pristimantis apiculatus (Lynch & Burrowes, 1990)
- Pristimantis appendiculatus (Werner, 1894)
- Pristimantis ardyae Reyes-Puig, Reyes-Puig, & Yánez-Muñoz, 2013
- Pristimantis atratus (Lynch, 1979)
- Pristimantis aureolineatus (Guayasamin, Ron, Cisneros-Heredia, Lamar, & McCracken, 2006)
- Pristimantis balionotus (Lynch, 1979)
- Pristimantis bambu Arteaga-Navarro & Guayasamin, 2011
- Pristimantis baryecuus (Lynch, 1979)
- Pristimantis bellae Reyes-Puig & Yánez-Muñoz, 2012
- Pristimantis bicantus Guayasamin & Funk, 2009
- Pristimantis bromeliaceus (Lynch, 1979)
- Pristimantis buckleyi (Boulenger, 1882)
- Pristimantis cajamarcensis (Barbour & Noble, 1920)
- Pristimantis calcarulatus (Lynch, 1976)
- Pristimantis caprifer (Lynch, 1977)
- Pristimantis carvalhoi (Lutz, 1952)
- Pristimantis celator (Lynch, 1976)
- Pristimantis chalceus (Peters, 1873)
- Pristimantis chloronotus (Lynch, 1969)
- Pristimantis citriogaster (Duellman, 1992)
- Pristimantis colodactylus (Lynch, 1979)
- Pristimantis colomai (Lynch & Duellman, 1997)
- Pristimantis colonensis (Mueses-Cisneros, 2007)
- Pristimantis condor (Lynch & Duellman, 1980)
- Pristimantis conspicillatus (Günther, 1858)
- Pristimantis cremnobates (Lynch & Duellman, 1980)
- Pristimantis crenunguis (Lynch, 1976)
- Pristimantis croceoinguinis (Lynch, 1968)
- Pristimantis crucifer (Boulenger, 1899)
- Pristimantis cryophilius (Lynch, 1979)
- Pristimantis cryptomelas (Lynch, 1979)
- Pristimantis curtipes (Boulenger, 1882)
- Pristimantis degener (Lynch & Duellman, 1997)
- Pristimantis delius (Duellman & Mendelson, 1995)
- Pristimantis devillei (Boulenger, 1880)
- Pristimantis diadematus (Jiménez de la Espada, 1875)
- Pristimantis dissimulatus (Lynch & Duellman, 1997)
- Pristimantis duellmani (Lynch, 1980)
- Pristimantis eremitus (Lynch, 1980)
- Pristimantis eriphus (Lynch & Duellman, 1980)
- Pristimantis ernesti (Flores, 1987)
- Pristimantis esmeraldas (Guayasamin, 2004)
- Pristimantis eugeniae (Lynch & Duellman, 1997)
- Pristimantis exoristus (Duellman & Pramuk, 1999)
- Pristimantis fenestratus (Steindachner, 1864)
- Pristimantis festae (Peracca, 1904)
- Pristimantis floridus (Lynch & Duellman, 1997)
- Pristimantis gagliardoi Bustamante & Mendelson, 2008
- Pristimantis galdi Jiménez de la Espada, 1870
- Pristimantis ganonotus (Duellman & Lynch, 1988)
- Pristimantis gentryi (Lynch & Duellman, 1997)
- Pristimantis gladiator (Lynch, 1976)
- Pristimantis glandulosus (Boulenger, 1880)
- Pristimantis gualacenio Urgilés, Sánchez-Nivicela, Nieves, & Yánez-Muñoz, 2014
- Pristimantis hamiotae (Flores, 1994)
- Pristimantis hectus (Lynch & Burrowes, 1990)
- Pristimantis huicundo (Guayasamin, Almeida-Reinoso, & Nogales-Sornosa, 2004)
- Pristimantis ignicolor (Lynch & Duellman, 1980)
- Pristimantis illotus (Lynch & Duellman, 1997)
- Pristimantis incanus (Lynch & Duellman, 1980)
- Pristimantis incomptus (Lynch & Duellman, 1980)
- Pristimantis inusitatus (Lynch & Duellman, 1980)
- Pristimantis katoptroides (Flores, 1988)
- Pristimantis kichwarum Elmer & Cannatella, 2008
- Pristimantis kirklandi (Flores, 1985)
- Pristimantis labiosus (Lynch, Ruiz-Carranza, & Ardila-Robayo, 1994)
- Pristimantis lacrimosus (Jiménez de la Espada, 1875)
- Pristimantis lanthanites (Lynch, 1975)
- Pristimantis latericius Batallas-R. & Brito-M., 2014
- Pristimantis laticlavius (Lynch & Burrowes, 1990)
- Pristimantis latidiscus (Boulenger, 1898)
- Pristimantis leoni (Lynch, 1976)
- Pristimantis leucopus (Lynch, 1976)
- Pristimantis librarius (Flores & Vigle, 1994)
- Pristimantis lividus (Lynch & Duellman, 1980)
- Pristimantis loujosti Yánez-Muñoz, Cisneros-Heredia, & Reyes-Puig, 2011
- Pristimantis loustes (Lynch, 1979)
- Pristimantis lucidosignatus Rödder & Schmitz, 2009
- Pristimantis luscombei (Duellman & Mendelson, 1995)
- Pristimantis luteolateralis (Lynch, 1976)
- Pristimantis lymani (Barbour & Noble, 1920)
- Pristimantis malkini (Lynch, 1980)
- Pristimantis marcoreyesi Reyes-Puig, Reyes-Puig, Rámirez-Jaramillo, Pérez-L., & Yánez-Munoz, 2015 "2014".
- Pristimantis martiae (Lynch, 1974)
- Pristimantis mazar Guayasamin & Arteaga-Navarro, 2013
- Pristimantis metabates (Duellman & Pramuk, 1999)
- Pristimantis miktos Ortego-Andrade & Venegas, 2014
- Pristimantis mindo Arteaga-Navarro, Yáñez-Muñoz, & Guayasamin, 2013
- Pristimantis minimus Terán-Valdez & Guayasamin, 2010
- Pristimantis modipeplus (Lynch, 1981)
- Pristimantis munozi Rojas-Runjaic, Delgado C., & Guayasamin, 2014
- Pristimantis muricatus (Lynch & Miyata, 1980)
- Pristimantis muscosus (Duellman & Pramuk, 1999)
- Pristimantis mutabilis Guayasamin, Krynak, Krynak, Culebras, & Hutter, 2015
- Pristimantis nephophilus (Duellman & Pramuk, 1999)
- Pristimantis nigrogriseus (Andersson, 1945)
- Pristimantis nyctophylax (Lynch, 1976)
- Pristimantis obmutescens (Lynch, 1980)
- Pristimantis ocellatus (Lynch & Burrowes, 1990)
- Pristimantis ockendeni (Boulenger, 1912)
- Pristimantis ocreatus (Lynch, 1981)
- Pristimantis onorei Rödder & Schmitz, 2009
- Pristimantis orcesi (Lynch, 1972)
- Pristimantis orcus Lehr, Catenazzi, & Rodríguez, 2009
- Pristimantis orestes (Lynch, 1979)
- Pristimantis ornatissimus (Despax, 1911)
- Pristimantis orpacobates (Lynch, Ruiz-Carranza, & Ardila-Robayo, 1994)
- Pristimantis orphnolaimus (Lynch, 1970)
- Pristimantis ortizi (Guayasamin, Almeida-Reinoso, & Nogales-Sornosa, 2004)
- Pristimantis paquishae[2] Brito, Batallas & Velalcázar, 2014
- Pristimantis parvillus (Lynch, 1976)
- Pristimantis pastazensis (Andersson, 1945)
- Pristimantis pataikos (Duellman & Pramuk, 1999)
- Pristimantis paululus (Lynch, 1974)
- Pristimantis pecki (Duellman & Lynch, 1988)
- Pristimantis percultus (Lynch, 1979)
- Pristimantis peruvianus (Melin, 1941)
- Pristimantis petersi (Lynch & Duellman, 1980)
- Pristimantis philipi (Lynch & Duellman, 1995)
- Pristimantis phoxocephalus (Lynch, 1979)
- Pristimantis prolatus (Lynch & Duellman, 1980)
- Pristimantis proserpens (Lynch, 1979)
- Pristimantis pseudoacuminatus (Shreve, 1935)
- Pristimantis pteridophilus (Lynch & Duellman, 1997)
- Pristimantis pugnax (Lynch, 1973)
- Pristimantis punzan Reyes-Puig, Reyes-Puig, Rámirez-Jaramillo, Pérez-L., & Yánez-Munoz, 2015 "2014".
- Pristimantis puruscafeum Reyes-Puig, Reyes-Puig, Rámirez-Jaramillo, Pérez-L., & Yánez-Munoz, 2015 "2014"
- Pristimantis pycnodermis (Lynch, 1979)
- Pristimantis pyrrhomerus (Lynch, 1976)
- Pristimantis quaquaversus (Lynch, 1974)
- Pristimantis quinquagesimus (Lynch & Trueb, 1980)
- Pristimantis rhodoplichus (Duellman & Wild, 1993)
- Pristimantis rhodostichus (Duellman & Pramuk, 1999)
- Pristimantis ridens (Cope, 1866)
- Pristimantis riveti (Despax, 1911)
- Pristimantis romanorum Yánez-Muñoz, Meza-Ramos, Cisneros-Heredia, & Reyes-Puig, 2011
- Pristimantis roni Yanez-Munoz, Bejarano-Munoz, Brito-M., & Batallas-R., 2014
- Pristimantis rosadoi (Flores, 1988)
- Pristimantis rubicundus (Jiménez de la Espada, 1875)
- Pristimantis rufoviridis Valencia, Yánez-Muñoz, Betancourt-Yépez, Terán-Valdez, & Guayasamin, 2011
- Pristimantis ruidus (Lynch, 1979)
- Pristimantis schultei (Duellman, 1990)
- Pristimantis scolodiscus (Lynch & Burrowes, 1990)
- Pristimantis serendipitus (Duellman & Pramuk, 1999)
- Pristimantis simonbolivari (Wiens & Coloma, 1992)
- Pristimantis siopelus (Lynch & Burrowes, 1990)
- Pristimantis sirnigeli Yánez-Muñoz, Meza-Ramos, Cisneros-Heredia, & Reyes-Puig, 2011
- Pristimantis skydmainos (Flores & Rodriguez, 1997)
- Pristimantis sobetes (Lynch, 1980)
- Pristimantis spinosus (Lynch, 1979)
- Pristimantis sternothylax (Duellman & Wild, 1993)
- Pristimantis subsigillatus (Boulenger, 1902)
- Pristimantis supernatis (Lynch, 1979)
- Pristimantis surdus (Boulenger, 1882)
- Pristimantis tenebrionis (Lynch & Miyata, 1980)
- Pristimantis thymalopsoides (Lynch, 1976)
- Pristimantis thymelensis (Lynch, 1972)
- Pristimantis tinajillas Urgilés, Sánchez-Nivicela, Nieves, & Yánez-Muñoz, 2014
- Pristimantis trachyblepharis (Boulenger, 1918)
- Pristimantis truebae (Lynch & Duellman, 1997)
- Pristimantis tungurahua Reyes-Puig, Yánez-Muñoz, Cisneros-Heredia, & Ramírez, 2011
- Pristimantis unistrigatus (Günther, 1859)
- Pristimantis variabilis (Lynch, 1968)
- Pristimantis ventrimarmoratus (Boulenger, 1912)
- Pristimantis verecundus (Lynch & Burrowes, 1990)
- Pristimantis versicolor (Lynch, 1979)
- Pristimantis vertebralis (Boulenger, 1886)
- Pristimantis vidua (Lynch, 1979)
- Pristimantis vilarsi (Melin, 1941)
- Pristimantis w-nigrum (Boettger, 1892)
- Pristimantis walkeri (Lynch, 1974)
- Pristimantis waoranii (McCracken, Forstner, & Dixon, 2007)
- Pristimantis yumbo Yánez-Muñoz, Meza-Ramos, Cisneros-Heredia, & Reyes-Puig, 2011
- Craugastor longirostris (Boulenger, 1898)
- Strabomantis anatipes (Lynch & Myers, 1983)
- Strabomantis anomalus (Boulenger, 1898)
- Strabomantis cerastes (Lynch, 1975)
- Strabomantis cornutus (Jiménez de la Espada, 1870)
- Strabomantis helonotus (Lynch, 1975)
- Strabomantis necerus (Lynch, 1975)
- Strabomantis sulcatus (Cope, 1874)
- Barycholos pulcher (Boulenger, 1898)
- Hypodactylus babax (Lynch, 1989)
- Hypodactylus brunneus (Lynch, 1975)
- Hypodactylus dolops (Lynch & Duellman, 1980)
- Hypodactylus elassodiscus (Lynch, 1973)
- Hypodactylus nigrovittatus (Andersson, 1945)
- Hypodactylus peraccai (Lynch, 1975)
- Lynchius flavomaculatus (Parker, 1938)
- Lynchius simmonsi (Lynch, 1974)
- Noblella coloma Guayasamin & Terán-Valdez, 2009
- Noblella heyeri (Lynch, 1986)
- Noblella lochites (Lynch, 1976)
- Noblella myrmecoides (Lynch, 1976)
- Noblella personina Harvey, Almendáriz, Brito-M., & Batallas-R., 2013, Zootaxa, 3635
- Oreobates quixensis Jiménez de la Espada, 1872

### Dendrobatidae
Orde: Anura. 
Familie: Dendrobatidae
- Ameerega bilinguis (Jungfer, 1989)

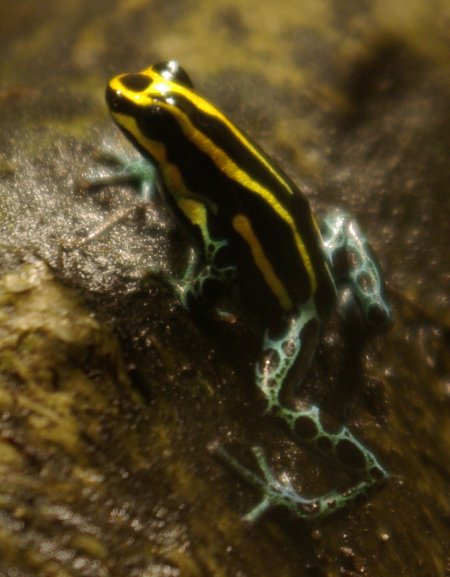
Ranitomeya ventrimaculata

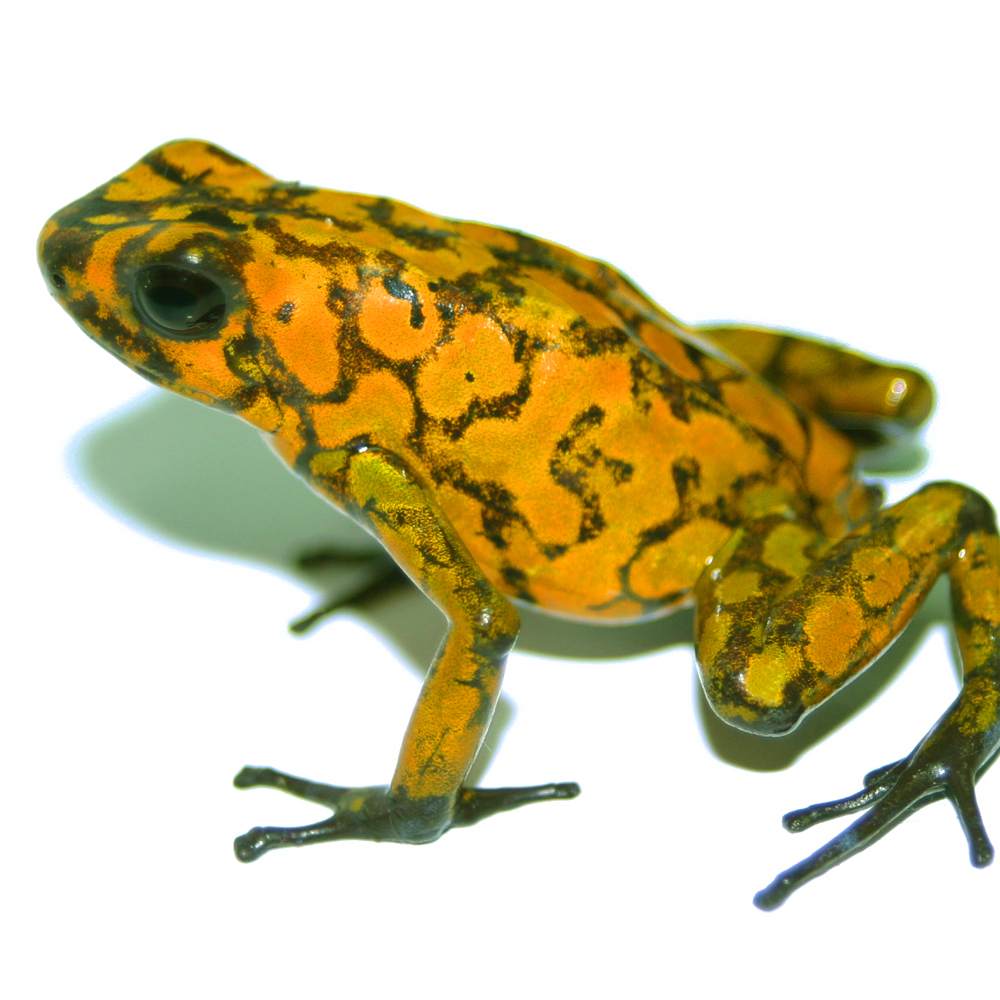
Oophaga sylvatica

- Ameerega erythromos (Vigle & Miyata, 1980)
- Ameerega hahneli (Boulenger, 1884)
- Ameerega parvula (Boulenger, 1882)
- Ameerega picta (Bibron, 1838)
- Ameerega trivittata (Spix, 1824)
- Andinobates abditus (Myers & Daly, 1976)
- Colostethus agilis Lynch & Ruiz-Carranza, 1985
- Colostethus fugax Morales & Schulte, 1993
- Colostethus jacobuspetersi Rivero, 1991
- Colostethus poecilonotus Rivero, 1991
- Epipedobates anthonyi (Noble, 1921)
- Epipedobates boulengeri (Barbour, 1909)
- Epipedobates darwinwallacei Cisneros-Heredia & Yánez-Muñoz, 2011
- Epipedobates espinosai (Funkhouser, 1956)
- Epipedobates machalilla (Coloma, 1995)
- Epipedobates tricolor (Boulenger, 1899)
- Excidobates condor Almendáriz, Ron, & Brito M., 2012
- Hyloxalus anthracinus (Edwards, 1971)
- Hyloxalus awa (Coloma, 1995)
- Hyloxalus bocagei Jiménez de la Espada, 1870
- Hyloxalus breviquartus (Rivero & Serna, 1986)
- Hyloxalus cevallosi (Rivero, 1991)
- Hyloxalus delatorreae (Coloma, 1995)
- Hyloxalus elachyhistus (Edwards, 1971)
- Hyloxalus exasperatus (Duellman & Lynch, 1988)
- Hyloxalus fallax (Rivero, 1991)
- Hyloxalus fuliginosus Jiménez de la Espada, 1870
- Hyloxalus infraguttatus (Boulenger, 1898)
- Hyloxalus italoi Páez-Vacas, Coloma, & Santos, 2010
- Hyloxalus lehmanni (Silverstone, 1971)
- Hyloxalus maculosus (Rivero, 1991)
- Hyloxalus maquipucuna (Coloma, 1995)
- Hyloxalus marmoreoventris (Rivero, 1991)
- Hyloxalus mystax (Duellman & Simmons, 1988)
- Hyloxalus nexipus (Frost, 1986)
- Hyloxalus parcus (Rivero, 1991)
- Hyloxalus peculiaris (Rivero, 1991)
- Hyloxalus peruvianus (Melin, 1941)
- Hyloxalus pulchellus (Jiménez de la Espada, 1875)
- Hyloxalus pumilus (Rivero, 1991)
- Hyloxalus sauli (Edwards, 1974)
- Hyloxalus shuar (Duellman & Simmons, 1988)
- Hyloxalus sylvaticus (Barbour & Noble, 1920)
- Hyloxalus toachi (Coloma, 1995)
- Hyloxalus vertebralis (Boulenger, 1899)
- Hyloxalus whymperi (Boulenger, 1882)
- Hyloxalus yasuni Páez-Vacas, Coloma, & Santos, 2010
- Oophaga sylvatica (Funkhouser, 1956)
- Ranitomeya reticulata (Boulenger, 1884)
- Ranitomeya variabilis (Zimmermann & Zimmermann, 1988)
- Ranitomeya ventrimaculata (Shreve, 1935)

### Eleutherodactylidae
Orde: Anura. 
Familie: Eleutherodactylidae
- Diasporus gularis (Boulenger, 1898)
- Adelophryne adiastola Hoogmoed & Lescure, 1984

### Hemiphractidae
Orde: Anura. 
Familie: Hemiphractidae

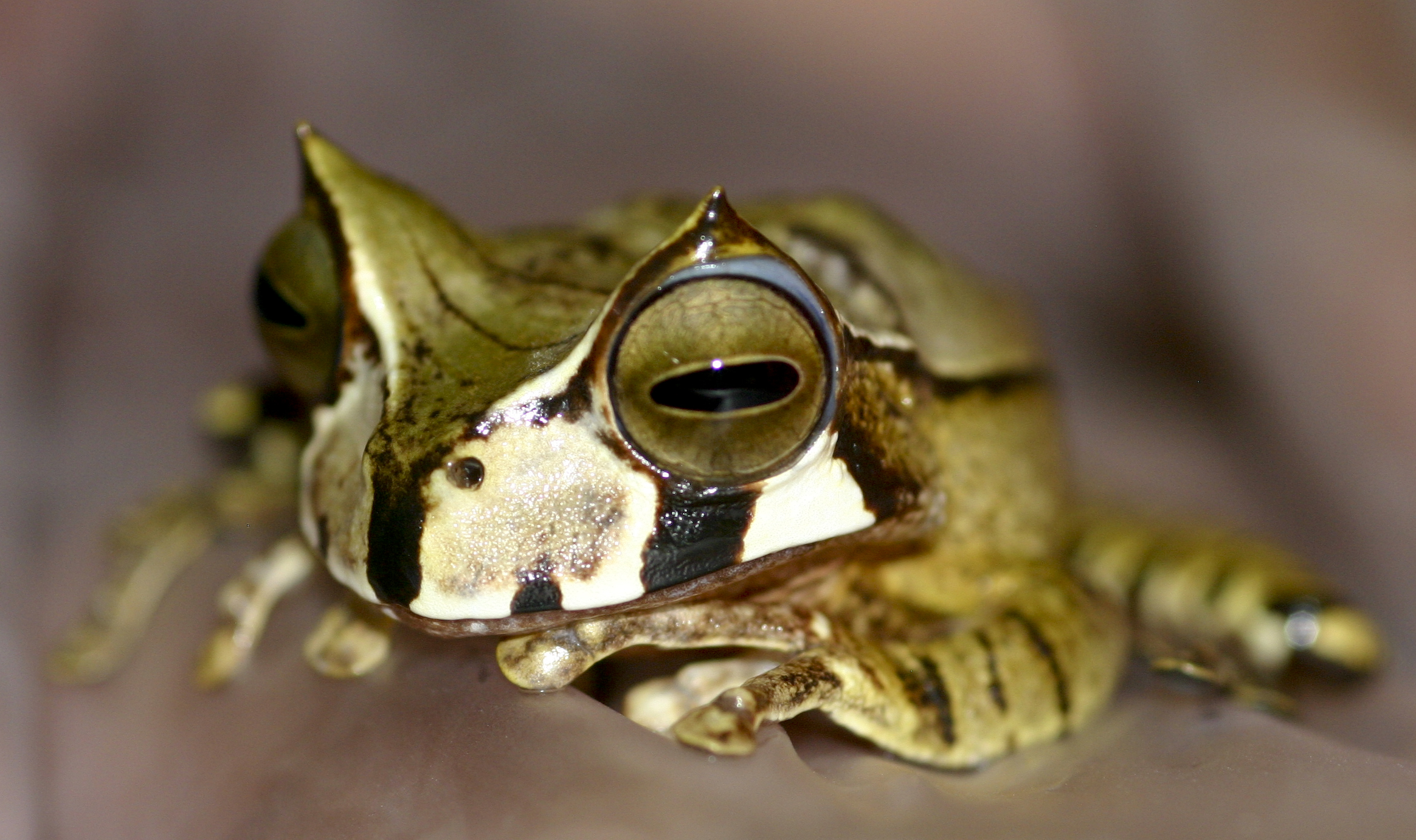
Gastrotheca cornuta

- Gastrotheca andaquiensis Ruiz-Carranza & Hernández-Camacho, 1976
- Gastrotheca angustifrons (Boulenger, 1898)
- Gastrotheca cornuta (Boulenger, 1898)
- Gastrotheca dendronastes Duellman, 1983
- Gastrotheca espeletia Duellman & Hillis, 1987
- Gastrotheca guentheri (Boulenger, 1882)
- Gastrotheca lateonota Duellman & Trueb, 1988
- Gastrotheca litonedis Duellman & Hillis, 1987
- Gastrotheca lojana Parker, 1932
- Gastrotheca longipes (Boulenger, 1882)
- Gastrotheca monticola Barbour & Noble, 1920
- Gastrotheca orophylax Duellman & Pyles, 1980
- Gastrotheca plumbea (Boulenger, 1882)
- Gastrotheca pseustes Duellman & Hillis, 1987
- Gastrotheca psychrophila Duellman, 1974
- Gastrotheca riobambae (Fowler, 1913)
- Gastrotheca testudinea (Jiménez de la Espada, 1870)
- Gastrotheca weinlandii (Steindachner, 1892)
- Hemiphractus bubalus (Jiménez de la Espada, 1870)
- Hemiphractus fasciatus Peters, 1862
- Hemiphractus helioi Sheil & Mendelson, 2001
- Hemiphractus proboscideus (Jiménez de la Espada, 1870)
- Hemiphractus scutatus (Spix, 1824)

### Hylidae
Orde: Anura. 
Familie: Hylidae

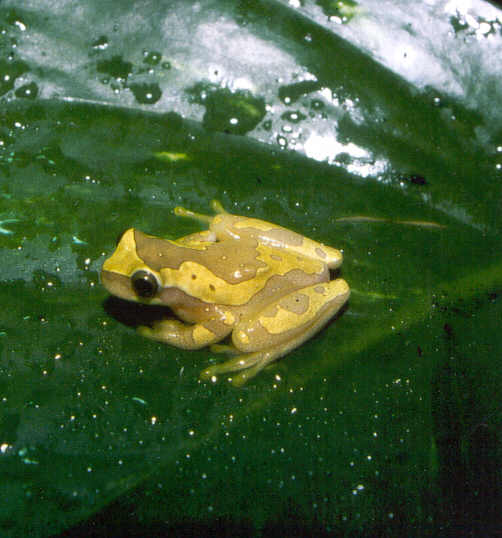
Dendropsophus ebraccatus

- Dendropsophus bifurcus (Andersson, 1945)
- Dendropsophus bokermanni (Goin, 1960)
- Dendropsophus brevifrons (Duellman & Crump, 1974)
- Dendropsophus carnifex (Duellman, 1969)
- Dendropsophus ebraccatus (Cope, 1874)
- Dendropsophus gryllatus (Duellman, 1973)
- Dendropsophus leucophyllatus (Beireis, 1783)
- Dendropsophus marmoratus (Laurenti, 1768)
- Dendropsophus minutus (Peters, 1872)
- Dendropsophus miyatai (Vigle & Goberdhan-Vigle, 1990)
- Dendropsophus parviceps (Boulenger, 1882)
- Dendropsophus rhodopeplus (Günther, 1858)
- Dendropsophus riveroi (Cochran & Goin, 1970)
- Dendropsophus rossalleni (Goin, 1959)
- Dendropsophus sarayacuensis (Shreve, 1935)
- Dendropsophus shiwiarum Ortega-Andrade & Ron, 2013
- Dendropsophus triangulum (Günther, 1869)
- Ecnomiohyla tuberculosa (Boulenger, 1882)
- Hyloscirtus albopunctulatus (Boulenger, 1882)
- Hyloscirtus alytolylax (Duellman, 1972)
- Hyloscirtus condor Almendáriz, Brito-M., Batallas-R., & Ron, 2014
- Hyloscirtus criptico Coloma, Carvajal-Endara, Dueñas, Paredes-Recalde, Morales-Mite, Almeida-Reinoso, Tapia, Hutter, Toral-Contreras, & Guayasamin, 2012
- Hyloscirtus larinopygion (Duellman, 1973)
- Hyloscirtus lindae (Duellman & Altig, 1978)
- Hyloscirtus mashpi[3] Guayasamin, Rivera-Correa, Arteaga-Navarro, Culebras, Bustamante, Pyron, Peñafiel, Morochz & Hutter, 2015
- Hyloscirtus pacha (Duellman & Hillis, 1990)
- Hyloscirtus palmeri (Boulenger, 1908)
- Hyloscirtus pantostictus (Duellman & Berger, 1982)
- Hyloscirtus phyllognathus (Melin, 1941)
- Hyloscirtus princecharlesi Coloma, Carvajal-Endara, Dueñas, Paredes-Recalde, Morales-Mite, Almeida-Reinoso, Tapia, Hutter, Toral-Contreras, & Guayasamin, 2012
- Hyloscirtus psarolaimus (Duellman & Hillis, 1990)
- Hyloscirtus ptychodactylus (Duellman & Hillis, 1990)
- Hyloscirtus staufferorum (Duellman & Coloma, 1993)
- Hyloscirtus tapichalaca (Kizirian, Coloma, & Paredes-Recalde, 2003)
- Hyloscirtus tigrinus Mueses-Cisneros & Anganoy-Criollo, 2008
- Hyloscirtus torrenticola (Duellman & Altig, 1978)
- Hypsiboas alfaroi Caminer & Ron, 2014
- Hypsiboas almendarizae Caminer & Ron, 2014
- Hypsiboas boans (Linnaeus, 1758)
- Hypsiboas calcaratus (Troschel, 1848)
- Hypsiboas cinerascens (Spix, 1824)
- Hypsiboas fasciatus (Günther, 1858)
- Hypsiboas geographicus (Spix, 1824)
- Hypsiboas lanciformis Cope, 1871
- Hypsiboas maculateralis Caminer & Ron, 2014
- Hypsiboas nympha Faivovich, Moravec, Cisneros-Heredia, & Köhler, 2006
- Hypsiboas pellucens (Werner, 1901)
- Hypsiboas picturatus (Boulenger, 1899)
- Hypsiboas punctatus (Schneider, 1799)
- Hypsiboas rosenbergi (Boulenger, 1898)
- Hypsiboas tetete Caminer & Ron, 2014
- Nyctimantis rugiceps Boulenger, 1882
- Osteocephalus alboguttatus (Boulenger, 1882)
- Osteocephalus buckleyi (Boulenger, 1882)
- Osteocephalus cabrerai (Cochran & Goin, 1970)
- Osteocephalus cannatellai Ron, Venegas, Toral, Read, Ortiz, & Manzano, 2012
- Osteocephalus deridens Jungfer, Ron, Seipp, & Almendáriz, 2000
- Osteocephalus duellmani Jungfer, 2011
- Osteocephalus festae (Peracca, 1904)
- Osteocephalus fuscifacies Jungfer, Ron, Seipp, & Almendáriz, 2000
- Osteocephalus mutabor Jungfer & Hödl, 2002
- Osteocephalus planiceps Cope, 1874
- Osteocephalus taurinus Steindachner, 1862
- Osteocephalus verruciger (Werner, 1901)
- Osteocephalus yasuni Ron & Pramuk, 1999
- Scinax cruentommus (Duellman, 1972)
- Scinax funereus (Cope, 1874)
- Scinax garbei (Miranda-Ribeiro, 1926)
- Scinax quinquefasciatus (Fowler, 1913)
- Scinax ruber (Laurenti, 1768)
- Scinax sugillatus (Duellman, 1973)
- Smilisca phaeota (Cope, 1862)
- Sphaenorhynchus carneus (Cope, 1868)
- Sphaenorhynchus dorisae (Goin, 1957)
- Sphaenorhynchus lacteus (Daudin, 1800)
- Sphaenorhynchus platycephalus (Werner, 1894)
- Trachycephalus coriaceus (Peters, 1867)
- Trachycephalus cunauaru Gordo, Toledo, Suárez, Kawashita-Ribeiro, Ávila, Morais, & Nunes, 2013
- Trachycephalus jordani (Stejneger & Test, 1891)
- Trachycephalus typhonius (Linnaeus, 1758)
- Agalychnis buckleyi (Boulenger, 1882)
- Agalychnis hulli (Duellman & Mendelson, 1995)
- Agalychnis psilopygion (Cannatella, 1980)
- Agalychnis spurrelli Boulenger, 1913
- Cruziohyla calcarifer (Boulenger, 1902)
- Cruziohyla craspedopus (Funkhouser, 1957)
- Phyllomedusa atelopoides Duellman, Cadle, & Cannatella, 1988
- Phyllomedusa bicolor (Boddaert, 1772)
- Phyllomedusa coelestis (Cope, 1874)
- Phyllomedusa ecuatoriana Cannatella, 1982
- Phyllomedusa palliata Peters, 1873
- Phyllomedusa perinesos Duellman, 1973
- Phyllomedusa tarsius (Cope, 1868)
- Phyllomedusa tomopterna (Cope, 1868)
- Phyllomedusa vaillantii Boulenger, 1882

### Leptodactylidae
Orde: Anura. 
Familie: Leptodactylidae

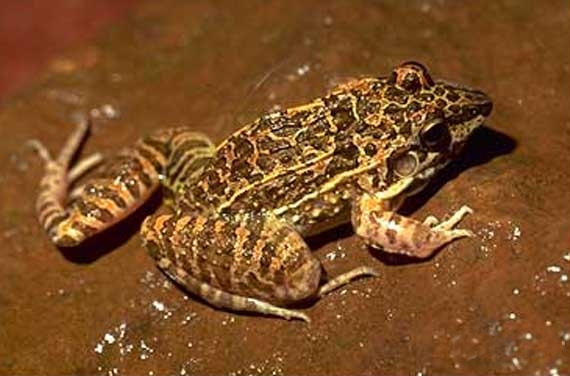
Leptodactylus fuscus

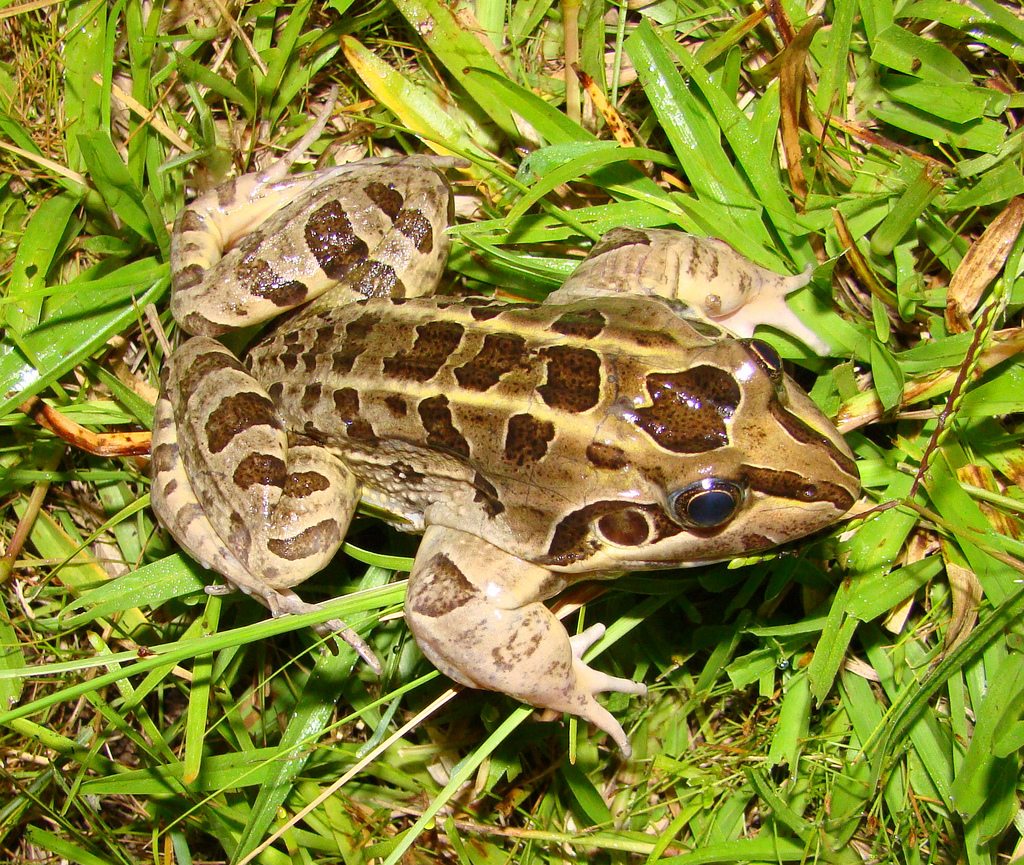
Leptodactylus latrans

- Edalorhina perezi Jiménez de la Espada, 1870
- Engystomops coloradorum (Cannatella & Duellman, 1984)
- Engystomops guayaco (Ron, Coloma, & Cannatella, 2005)
- Engystomops montubio (Ron, Cannatella, & Coloma, 2004)
- Engystomops petersi Jiménez de la Espada, 1872
- Engystomops pustulatus (Shreve, 1941)
- Engystomops puyango Ron, Toral, Rivera, & Terán-Valdez, 2010
- Engystomops randi (Ron, Cannatella, & Coloma, 2004)
- Adenomera andreae (Müller, 1923)
- Adenomera hylaedactyla (Cope, 1868)
- Hydrolaetare schmidti (Cochran & Goin, 1959)
- Leptodactylus discodactylus Boulenger, 1884
- Leptodactylus fuscus (Schneider, 1799)
- Leptodactylus knudseni Heyer, 1972
- Leptodactylus labrosus Jiménez de la Espada, 1875
- Leptodactylus latrans (Steffen, 1815)
- Leptodactylus leptodactyloides (Andersson, 1945)
- Leptodactylus macrosternum Miranda-Ribeiro, 1926
- Leptodactylus melanonotus (Hallowell, 1861)
- Leptodactylus mystaceus (Spix, 1824)
- Leptodactylus pentadactylus (Laurenti, 1768)
- Leptodactylus peritoaktites Heyer, 2005
- Leptodactylus petersii (Steindachner, 1864)
- Leptodactylus rhodomerus Heyer, 2005
- Leptodactylus rhodomystax Boulenger, 1884
- Leptodactylus riveroi Heyer & Pyburn, 1983
- Leptodactylus stenodema Jiménez de la Espada, 1875
- Leptodactylus ventrimaculatus Boulenger, 1902
- Leptodactylus wagneri (Peters, 1862)
- Lithodytes lineatus (Schneider, 1799)

### Microhylidae
Orde: Anura. 
Familie: Microhylidae

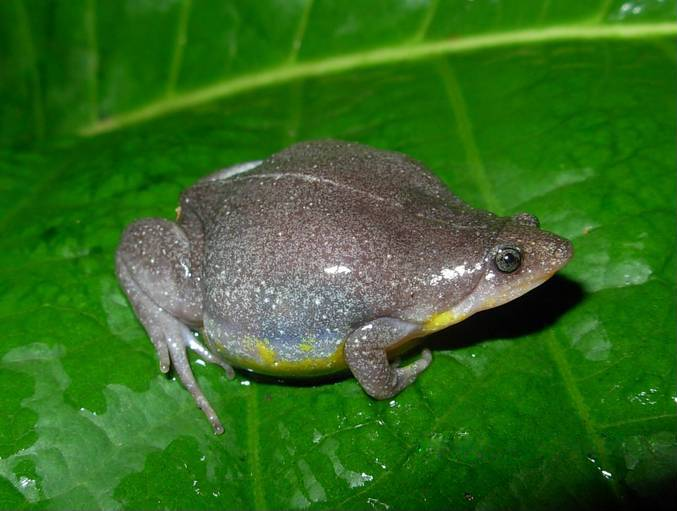
Elachistocleis ovalis

- Chiasmocleis anatipes Walker & Duellman, 1974
- Chiasmocleis antenori (Walker, 1973)
- Chiasmocleis bassleri Dunn, 1949
- Chiasmocleis tridactyla (Duellman & Mendelson, 1995)
- Chiasmocleis ventrimaculata (Andersson, 1945)
- Ctenophryne aequatorialis (Peracca, 1904)
- Ctenophryne aterrima (Günther, 1901)
- Ctenophryne geayi Mocquard, 1904
- Elachistocleis ovalis (Schneider, 1799)
- Hamptophryne boliviana (Parker, 1927)
- Synapturanus rabus Pyburn, 1977

### Pipidae

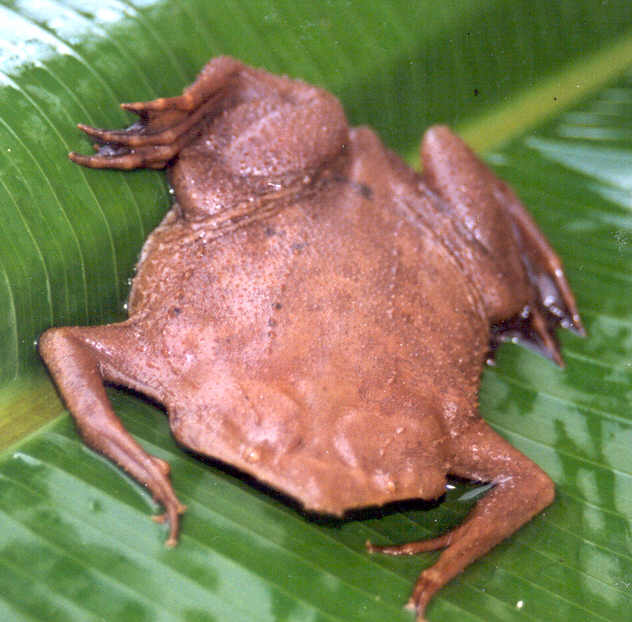
Pipa pipa

Orde: Anura. 
Familie: Pipidae
- Pipa pipa (Linnaeus, 1758)

### Ranidae
Orde: Anura. 
Familie: Ranidae

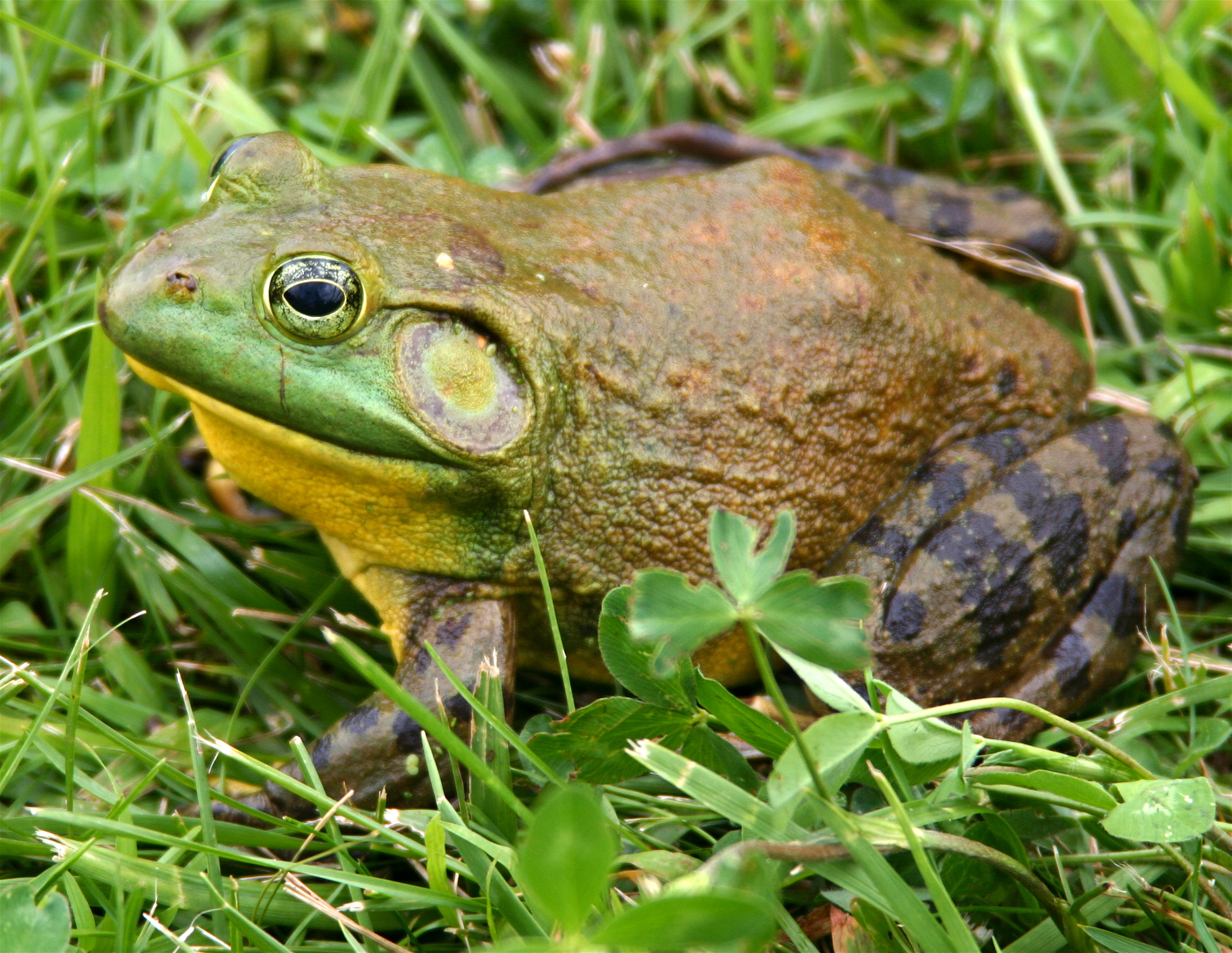
Lithobates catesbeianus

- Lithobates bwana (Hillis & de Sá, 1988)
- Lithobates catesbeianus (Shaw, 1802)
- Lithobates palmipes (Spix, 1824)
- Lithobates vaillanti (Brocchi, 1877)

### Telmatobiidae
Orde: Anura. 
Familie: Telmatobiidae
- Telmatobius cirrhacelis Trueb, 1979
- Telmatobius niger Barbour & Noble, 1920
- Telmatobius vellardi Munsterman & Leviton, 1959